# 小方ゆう子
小方 ゆう子（おがた ゆうこ、1973年3月16日-）は、日本の俳優。神奈川県出身。所属事務所はオフィス天童。

## 来歴・人物
1993年、劇団オンシアター自由劇場JAG11期入所。俳優活動を開始。1994年、東宝ミュージカル「屋根の上のヴァイオリン弾き」オーディションに合格。西田敏行が主人公テヴィエを演じた帝国劇場公演「屋根の上のヴァイオリン弾き」にテヴィエの五女ビルケ役で出演。その後の再演にも同役で出演を重ねると共に、蜷川幸雄演出「元禄港歌」など、舞台を中心に多くの作品に出演している。
外国人に日本語を教える日本語教師免許を持ち、講師として多くのクラスで指導している。また、チベット体操インストラクター、横浜市体育協会の健康体力づくりインストラクターとしても活動している。

## 出演

### 舞台
- 帝国劇場「屋根の上のヴァイオリン弾き」(テヴィエの五女ビルケ)
- 梅田コマ劇場「屋根の上のヴァイオリン弾き」(テヴィエの五女ビルケ)
- 明治座「元禄港歌」
- ル・テアトル銀座「鹿鳴館」
- 東京芸術劇場「青春の賦 乱れて熱き吾身には」
- 御園座「元禄港歌」
- 名鉄ホール「なにわ看護婦物語」
- 御園座「母に捧げるバラード」(武田鉄矢の娘スミレ)
- 近鉄劇場「元禄港歌」
- アールヴィゴ「3STEPS FROM HEAVEN」

### 司会
- 振付師「香瑠鼓ライブ」

### スチール
- 角川マガジンズ「美メソッド」手相芸人島田秀平の「手相でアンチエイジング」

### ビデオ
- auコンテンツ「おまけ付きメーる?」監督髙崎卓馬(安倍ちゃん)